# Мишкова Нінель Костянтинівна
Мишкова Нінель Костянтинівна (8 травня 1926, Ленінград, СРСР — 13 вересня 2003, Москва, Росія) — радянська російська акторка театру і кіно. Заслужена артистка РРФСР (1976).

## Біографія
Народилася 1926 р. в Ленінграді. Закінчила Театральне училище ім. Б. Щукіна (1947).
У 1947 році дебютувала в кіно у фільмі «За тих, хто в морі».
В 1968 р. стала працювати у Театрі-студії кіноактора.
Знялася в кінокартинах: «Садко» (1952, Ільмень-царівна), «Ілля Муромець» (1956, Василиса), «Серце б'ється знову…» (1956, Ніна Олексіївна), «Дім, в якому я живу» (1957, Ліда), «Капітан першого рангу» (1958, Лезвіна), «Марія-майстриня» (1959, Марія-майстриня), «Нуль три» (1964, Ольга), «Легке життя» (1964, Ольга), «Лікар Віра» (1967, актриса Ланська), «Чоловіча розмова» (1968), «Велика космічна подорож» (1974), «Лісові гойдалки» (1975), та ін.
Грала в українських фільмах: «Дім з мезоніном» (1961, Лідія), «Ніколи» (1962, Ірина), «Здрастуй, Гнате!» (1962, Марія), «Срібний тренер» (1963, Джулія), «А тепер суди...» (1965, Сашенька), «Гадюка» (1965, Ольга Зотова), «Десятий крок» (1967, Аня), «Падав іній» (1969), «Шлях до серця» (1970), «Софія Грушко» (1971), «Гонки по вертикалі» (1982, т/ф, 3 с).
Була другою дружиною українського режисера Віктора Івченка, знялася у низці його картин.
Померла 13 вересня 2003 р. Похована на Новодівичому кладовищі в Москві.

## Фестивалі та премії
- 1966 — Всесоюзний кінофестиваль: Почесний диплом за роль у фільмі «Гадюка» (1965)[4].